# Näätämö
Il Näätämö (in norvegese Neidenelva, in sami settentrionale Njeävdám, in finlandese  Näätämöjoki) è un fiume della Lapponia, tra Finlandia settentrionale e Norvegia. Emissario del lago di Inari, scorre attraverso la Norvegia e la Finlandia fino al Neidenfjord, non lontano da Kirkenes, dove sfocia nel Mare di Barents.